# فزر أبيض الأزهار
فزر أبيض الأزهار (الاسم العلمي:Sideritis albiflora) هو نوع من النباتات يتبع جنس الفزر من الفصيلة الشفوية.